# Angraecum leonis
Angraecum leonis es una orquídea epifita originaria de  Madagascar e Islas Comoras.
Se trata de una planta suculenta, con hojas carnosas.  Las flores, a 6 cm, son al tacto de cera, de color blanco, con un largo espolón.   

## Distribución y hábitat
Se encuentra en Islas Comoras y  a una altitud de 200 a 1200 metros en la isla de Madagascar.

## Descripción

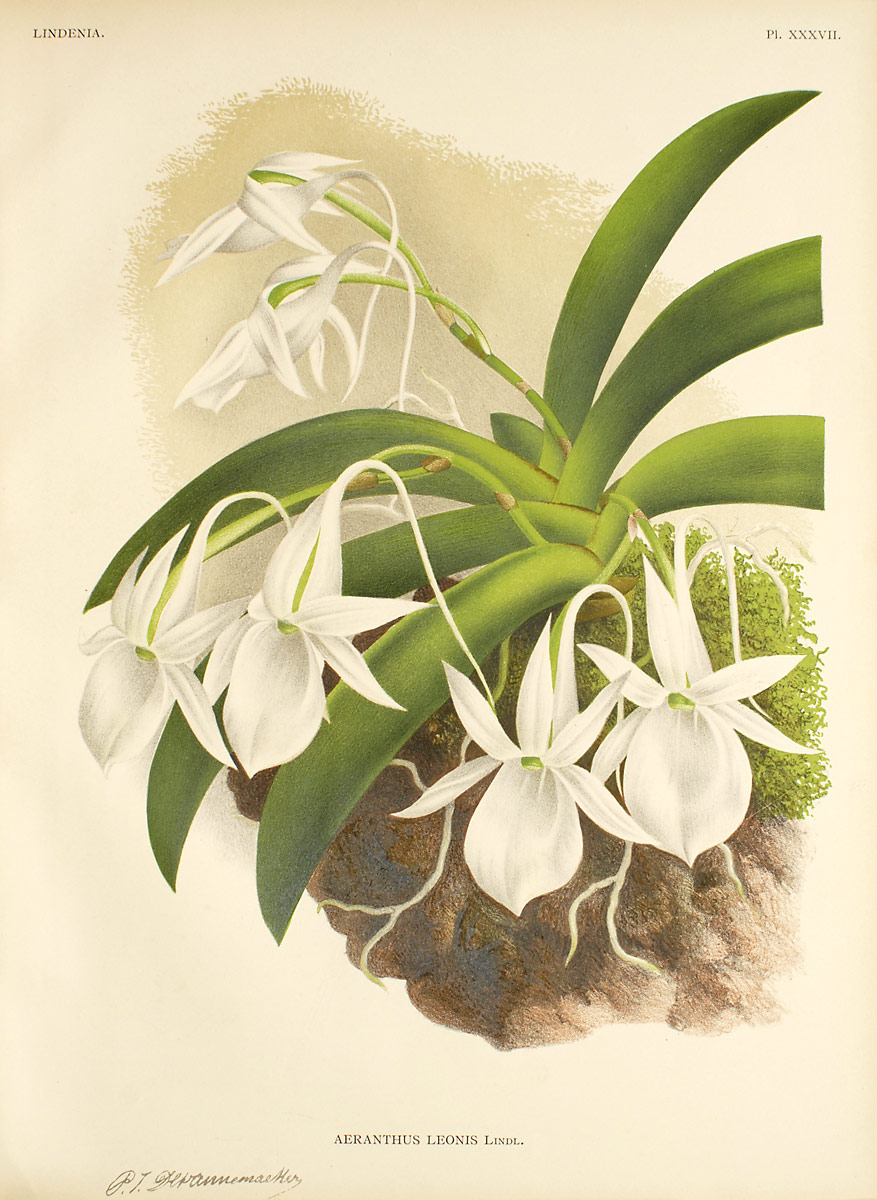
Ilustración en:
L. Linden & E. Rodigas:
Lindenia - Iconographie des Orchidées

Es una orquídea de  tamaño medio que prefiere el clima cálido al fresco, es una especie epifita con forma de abanico con un tallo con  tronco corto, grueso, con  4 a 5 hojas, dísticas, estrechamente ensiforme, esparcidas, falcadas, aplastadas , carnosas y coriáceas. Florece en  1 a 2 inflorescencias axilares, en forma de racimos que están erectos o suberectos, fuertes y brácteadas con 1 a 7 flores fragantes, de larga duración. La floración se produce en el invierno.

## Cultivo
Crece mejor en una cesta con lamas de madera como  medio y con luz directa  semi brillante. En primavera-verano necesita de riegos frecuentes y el invierno en seco.
Un pequeño tiesto o cesta es necesario para su crecimiento, también con buen drenaje. Aprecia un lugar con sombra, a pesar de que aceptará las condiciones de luz media y una excelente ventilación. Las flores son de larga vida y muy fragantes en la noche.

## Taxonomía
Angraecum leonis fue descrita por (Rchb.f.) André y publicado en Revue Horticole 294. 1885.
Etimología
Angraecum: nombre genérico que se refiere en Malayo a su apariencia similar a las Vanda.
leonis: epíteto otorgado en honor de Leon Humblot,  coleccionista francés de orquídeas en Madagascar y las Islas Comoras en los años 1800.
Sinonimia
- Aeranthes leonis Rchb.f 1885
- Aeranthus leonis Rchb.f
- Angraecum humblotii Rchb.f 1885
- Angraecum leonii [Rchb.f] André 1885
- Macroplectrum humblotii Finet 1907
- Macroplectrum leonis [Rchb.f] Finet 1907
- Mystacidium leonis Rolfe 1904[1][4][5]